# Медаља Борац против нацизма
Медаља Борац против нацизма (хебр. אות הלוחם בנאצים) је израелско одликовање које се додељује ветеранима Другог свјетског рата. Установљено је 1967. године, а први пут је додијељено ветеранима Другог свјетског рата на Јом хашоу (7. маја) исте године од стране премијера Израела, Левија Ешкола. Трака за ову медаљу направљена је 2000. године.

## Критеријуми за додјелу
Одликовање може да добије сваки израелски држављанин или стални становник Израела који је током Другог свјетског рата учествовао у војној кампањи против нациста и њихових присталица као припадник било које савезничке војске, укључујући и Јеврејску бригаду у саставу британске војске, као партизан, или као члан покрета отпора у периоду између 1. септембра 1939. и 1. септембра 1945, како је наведено у одлуци Јад Вашема из 1968. године, а такође на основу Закона о „статусу ветерана Другог светског рата“ из 2000. године. У случају да је лице које испуњава услове за ово одликовање преминуло, најближи чланови породице (супружник, син, ћерка, отац, мајка, брат, сестра, унуче, унука) имају право да поднесу молбу којом траже одликовање.

## Изглед
Медаља je округла и златне боје.На аверсу су двије Давидове звеијзде, једна од њих је у облику жуте звијезде којом су означавали Јевреје у Другом свјетском рату и на њој је мач, а другау облику Давидове звезде на застави Израела са маслиновом гранчицом на њој. На реверсу је у средини грб Израела, а око њега је написано „борац против нациста – ветеран Другог свјетског рата“ (хебрејски: לוחם בנאצים - ותיק מלחמת העילש עילש). Медаља је закачена на платнену траку. У средини је широка црвена пруга са бијелом пругом на свакој страни, а на бијелој траци су две танке плаве пруге, такође су две црне пруге око ивица траке. Овај дизајн је направљен да буде скоро идентичан ленти Гвозденог крста, највишем одликовању Трећег рајха додељеној у Другом свјетском рату.